# Tristan Gommendy
Tristan Gommendy (Le Chesnay, 4 de janeiro de 1979) é um automobilista francês. Ele ganhou prestígio no Grande Prêmio Macau de Fórmula 3 em 2002. Em 2006 Gommendy disputou a GP2 Series pela equipe iSport International.
Em 8 de março de 2007, Gommendy é anunciado como piloto da equipe PKV Racing para a temporada 2007 de Champ Car.

### 24 Horas de Le Mans[5]
| Ano  | Equipe                | Nº | Co-Pilotos                               | Chassi                       | Pneus | Classe | Voltas | Posição | Posição Na Categoria |
| Ano  | Equipe                | Nº | Co-Pilotos                               | Motor                        | Pneus | Classe | Voltas | Posição | Posição Na Categoria |
| ---- | --------------------- | -- | ---------------------------------------- | ---------------------------- | ----- | ------ | ------ | ------- | -------------------- |
| 2003 | Racing for Holland    | 16 | Beppe Gabbiani Felipe Ortiz              | Dome S101                    | M     | LMP900 | 316    | DNF     | DNF                  |
| 2003 | Racing for Holland    | 16 | Beppe Gabbiani Felipe Ortiz              | Judd GV4 4.0L V10            | M     | LMP900 | 316    | DNF     | DNF                  |
| 2004 | Gerard Welter         | 36 | Jean-Bernard Bouvet Bastien Brière       | WR LM2004                    | M     | LMP2   | 137    | DNF     | DNF                  |
| 2004 | Gerard Welter         | 36 | Jean-Bernard Bouvet Bastien Brière       | Peugeot ES9J4S 3.4L V6       | M     | LMP2   | 137    | DNF     | DNF                  |
| 2010 | Gerard Welter         | 37 | Philippe Salini Stéphane Salini          | WR LMP2008                   | D     | LMP2   | 308    | 23º     | 8º                   |
| 2010 | Gerard Welter         | 37 | Philippe Salini Stéphane Salini          | Zytek ZG348 3.4 L V8         | D     | LMP2   | 308    | 23º     | 8º                   |
| 2013 | Signatech-Alpine      | 36 | Pierre Ragues Nelson Panciatici          | Alpine A450                  | M     | LMP2   | 317    | 14º     | 8º                   |
| 2013 | Signatech-Alpine      | 36 | Pierre Ragues Nelson Panciatici          | Nissan VK45DE 4.5 L V8       | M     | LMP2   | 317    | 14º     | 8º                   |
| 2014 | Thiriet by TDS Racing | 46 | Pierre Thiriet Ludovic Badey             | Ligier JS P2                 | D     | LMP2   | 355    | 6º      | 2º                   |
| 2014 | Thiriet by TDS Racing | 46 | Pierre Thiriet Ludovic Badey             | Nissan VK45DE 4.5 L V8       | D     | LMP2   | 355    | 6º      | 2º                   |
| 2015 | Thiriet by TDS Racing | 46 | Pierre Thiriet Ludovic Badey             | Oreca 05                     | D     | LMP2   | 204    | DNF     | DNF                  |
| 2015 | Thiriet by TDS Racing | 46 | Pierre Thiriet Ludovic Badey             | Nissan VK45DE 4.5 L V8       | D     | LMP2   | 204    | DNF     | DNF                  |
| 2016 | Eurasia Motorsport    | 33 | Pu Jun Jin Nick de Bruijn                | Oreca 05                     | D     | LMP2   | 348    | 9º      | 5º                   |
| 2016 | Eurasia Motorsport    | 33 | Pu Jun Jin Nick de Bruijn                | Nissan VK45DE 4.5 L V8       | D     | LMP2   | 348    | 9º      | 5º                   |
| 2017 | Jackie Chan DC Racing | 37 | David Cheng Alex Brundle                 | Oreca 07                     | D     | LMP2   | 363    | 3º      | 2º                   |
| 2017 | Jackie Chan DC Racing | 37 | David Cheng Alex Brundle                 | Gibson GK428 4.2 L V8        | D     | LMP2   | 363    | 3º      | 2º                   |
| 2018 | Graff-SO24            | 39 | Vincent Capillaire Jonathan Hirschi      | Oreca 07                     | D     | LMP2   | 366    | 6º      | 2º                   |
| 2018 | Graff-SO24            | 39 | Vincent Capillaire Jonathan Hirschi      | Gibson Gibson GK428 4.2 L V8 | D     | LMP2   | 366    | 6º      | 2º                   |
| 2019 | Graff                 | 39 | Vincent Capillaire Jonathan Hirschi      | Oreca 07                     | M     | LMP2   | 362    | 14º     | 9º                   |
| 2019 | Graff                 | 39 | Vincent Capillaire Jonathan Hirschi      | Gibson GK428 4.2 L V8        | M     | LMP2   | 362    | 14º     | 9º                   |
| 2020 | Duqueine Team         | 30 | Jonathan Hirschi Konstantin Tereshchenko | Oreca 07                     | M     | LMP2   | 100    | DNF     | DNF                  |
| 2020 | Duqueine Team         | 30 | Jonathan Hirschi Konstantin Tereshchenko | Gibson GK428 4.2 L V8        | M     | LMP2   | 100    | DNF     | DNF                  |
| 2021 | Duqueine Team         | 30 | René Binder Memo Rojas                   | Oreca 07                     | G     | LMP2   | 357    | 14º     | 9º                   |
| 2021 | Duqueine Team         | 30 | René Binder Memo Rojas                   | Gibson GK428 4.2 L V8        | G     | LMP2   | 357    | 14º     | 9º                   |